# Doncaster Rugby League Football Club
Actualités
Doncaster Rugby League Football Club dit Doncaster RLFC est un club professionnel anglais de rugby à XIII basé à Doncaster, dans le Yorkshire du Sud. Il évolue dans la League 1 qui est le troisième échelon du championnat d'Angleterre.
Le club est fondé en 1951, le club a adopté les noms successifs de « Doncaster Dragons » et « Doncaster Lakers ». Il évolue au Keepmoat Stadium.

## Bilan du club toutes saisons et toutes compétitions confondues
| Année | Année | Saison régulière Championship                                             | Saison régulière Championship                                             | Saison régulière Championship                                             | Saison régulière Championship                                             | Saison régulière Championship                                             | Saison régulière Championship                                             | Saison régulière Championship                                             | Saison régulière Championship                                             | Play-offs Championship                                                    | Play-offs Championship                                                    | Play-offs Championship                                                    | Play-offs Championship                                                    | Play-offs Championship                                                    | Play-offs Championship                                                    | Play-offs Championship                                                    | Challenge Cup   |
| Année | Année | Class.                                                                    | Points                                                                    | MJ                                                                        | V.                                                                        | N.                                                                        | D.                                                                        | Pp.                                                                       | Pc.                                                                       | Perf.                                                                     | MJ                                                                        | V.                                                                        | N.                                                                        | D.                                                                        | Pp.                                                                       | Pc.                                                                       | Performance     |
| 2015  | 2015  | 12e                                                                       | 2                                                                         | 23                                                                        | 1                                                                         | 0                                                                         | 22                                                                        | 292                                                                       | 851                                                                       | Non-qualifié                                                              | 0                                                                         | 0                                                                         | 0                                                                         | 0                                                                         | 0                                                                         | 0                                                                         | 4e tour         |
| Année | Année | Saison régulière League 1                                                 | Saison régulière League 1                                                 | Saison régulière League 1                                                 | Saison régulière League 1                                                 | Saison régulière League 1                                                 | Saison régulière League 1                                                 | Saison régulière League 1                                                 | Saison régulière League 1                                                 | Play-offs League 1                                                        | Play-offs League 1                                                        | Play-offs League 1                                                        | Play-offs League 1                                                        | Play-offs League 1                                                        | Play-offs League 1                                                        | Play-offs League 1                                                        | Challenge Cup   |
| 2016  | 2016  | 4e                                                                        | 28                                                                        | 21                                                                        | 14                                                                        | 0                                                                         | 7                                                                         | 683                                                                       | 526                                                                       | Demi-finale                                                               | 1                                                                         | 0                                                                         | 0                                                                         | 1                                                                         | 6                                                                         | 46                                                                        | 4e tour         |
| 2017  | 2017  | 6e                                                                        | 24                                                                        | 22                                                                        | 12                                                                        | 0                                                                         | 10                                                                        | 595                                                                       | 521                                                                       | Non qualifié                                                              | 0                                                                         | 0                                                                         | 0                                                                         | 0                                                                         | 0                                                                         | 0                                                                         | 5e tour         |
| 2018  | 2018  | 3e                                                                        | 38                                                                        | 26                                                                        | 19                                                                        | 0                                                                         | 7                                                                         | 956                                                                       | 495                                                                       | Demi-finale                                                               | 1                                                                         | 0                                                                         | 0                                                                         | 1                                                                         | 18                                                                        | 30                                                                        | 5e tour         |
| 2019  | 2019  | 4e                                                                        | 24                                                                        | 20                                                                        | 12                                                                        | 0                                                                         | 8                                                                         | 564                                                                       | 309                                                                       | Finale prel.                                                              | 3                                                                         | 1                                                                         | 0                                                                         | 2                                                                         | 36                                                                        | 62                                                                        | 6e tour         |
| 2020  | 2020  | Édition annulée et titre non décerné en raison de la pandémie de Covid-19 | Édition annulée et titre non décerné en raison de la pandémie de Covid-19 | Édition annulée et titre non décerné en raison de la pandémie de Covid-19 | Édition annulée et titre non décerné en raison de la pandémie de Covid-19 | Édition annulée et titre non décerné en raison de la pandémie de Covid-19 | Édition annulée et titre non décerné en raison de la pandémie de Covid-19 | Édition annulée et titre non décerné en raison de la pandémie de Covid-19 | Édition annulée et titre non décerné en raison de la pandémie de Covid-19 | Édition annulée et titre non décerné en raison de la pandémie de Covid-19 | Édition annulée et titre non décerné en raison de la pandémie de Covid-19 | Édition annulée et titre non décerné en raison de la pandémie de Covid-19 | Édition annulée et titre non décerné en raison de la pandémie de Covid-19 | Édition annulée et titre non décerné en raison de la pandémie de Covid-19 | Édition annulée et titre non décerné en raison de la pandémie de Covid-19 | Édition annulée et titre non décerné en raison de la pandémie de Covid-19 | 4e tour         |
| 2021  | 2021  | 5e                                                                        | 21                                                                        | 17                                                                        | 9                                                                         | 3                                                                         | 5                                                                         | 472                                                                       | 392                                                                       | Finaliste                                                                 | 4                                                                         | 3                                                                         | 0                                                                         | 1                                                                         | 119                                                                       | 106                                                                       | Non participant |
| 2022  | 2022  | 4e                                                                        | 30                                                                        | 20                                                                        | 15                                                                        | 0                                                                         | 5                                                                         | 720                                                                       | 434                                                                       | Finaliste                                                                 | 4                                                                         | 3                                                                         | 0                                                                         | 1                                                                         | 100                                                                       | 80                                                                        | 4e tour         |
| 2023  | 2023  | 3e                                                                        | 28                                                                        | 18                                                                        | 14                                                                        | 0                                                                         | 4                                                                         | 602                                                                       | 352                                                                       | Vainqueur                                                                 | 3                                                                         | 3                                                                         | 0                                                                         | 0                                                                         | 80                                                                        | 20                                                                        | 4e tour         |
| Année | Année | Saison régulière Championship                                             | Saison régulière Championship                                             | Saison régulière Championship                                             | Saison régulière Championship                                             | Saison régulière Championship                                             | Saison régulière Championship                                             | Saison régulière Championship                                             | Saison régulière Championship                                             | Play-offs Championship                                                    | Play-offs Championship                                                    | Play-offs Championship                                                    | Play-offs Championship                                                    | Play-offs Championship                                                    | Play-offs Championship                                                    | Play-offs Championship                                                    | Challenge Cup   |
| Année | Année | Class.                                                                    | Points                                                                    | MJ                                                                        | V.                                                                        | N.                                                                        | D.                                                                        | Pp.                                                                       | Pc.                                                                       | Perf.                                                                     | MJ                                                                        | V.                                                                        | N.                                                                        | D.                                                                        | Pp.                                                                       | Pc.                                                                       | Performance     |
| 2024  | 2024  | 8e                                                                        | 25                                                                        | 26                                                                        | 12                                                                        | 1                                                                         | 13                                                                        | 498                                                                       | 619                                                                       | Non qualifié                                                              | -                                                                         | -                                                                         | -                                                                         | -                                                                         | -                                                                         | -                                                                         | 3e tour         |
| 2025  | 2025  | -                                                                         | -                                                                         | -                                                                         | -                                                                         | -                                                                         | -                                                                         | -                                                                         | -                                                                         |                                                                           | -                                                                         | -                                                                         | -                                                                         | -                                                                         | -                                                                         | -                                                                         | 2e tour         |